# 정권 문제
정권 문제(政權問題) 또는 사회 구성체 논쟁(社會構成體論爭)은 마르크스-레닌주의 이론에서의 혁명 단계에 관한 논쟁이다.

## 기원
1928년 12월 10일 코민테른에서 발표한 12월 테제에 따르면, 당대 식민지의 혁명 단계는 부르주아 민주주의 혁명 단계로, 식민지 공산주의자들의 일차적 목표는 토지 소유 관계에서 지주-소작 관계를 청산하는 것과 관련이 있었다. 그러나, 이 테제에 관한 해석은 각 식민지 내의 공산주의자마다 그 해석이 달랐다.
1905년 피의 일요일 사건 이후 러시아 내에는 소비에트가 곳곳에 생겼으나, 당시 혁명은 레닌이 규정한 것과 같이, 부르주아 혁명 단계였다. 그럼에도 불구하고 소비에트가 사회 곳곳에 뿌려내렸으며, 레닌은 이 소비에트를 통해 2월 혁명과 10월 혁명을 주도할 수 있었다.
그러나 선진 노동계급이 부족했던 식민지 상황을 따질 경우, 소비에트가 장기간 들어서기 매우 어려운 구조였다. 따라서 소비에트는 시기상조라는 인민혁명정부 노선과 소비에트를 통해 부르주아 혁명을 주도해야 한다는 소비에트 노선이라는 두 노선이 대립하기에 이른다.

## 용어
정권 문제라는 표현은 김일성의 《세기와 더불어》와 마오쩌둥의 《항일전쟁전략》 등 여러 공산주의 문헌에서 사용된 표현이다.

## 각국의 논쟁
정권 문제는 공산주의 운동의 가장 주요한 논쟁 중 하나라고 해도 과언이 아닐 정도로 중요한 문제이다. 정권 문제에 관한 논쟁은 각 식민지에 공산당이 생겨난 이래 현재까지 이어지는 논쟁이다. 제2차 세계 대전 이후에는 독립국 지위와 식민지 지위라는 상태 사이에 모호하게 걸쳐져 있는 대한민국, 인도, 일본, 콜롬비아, 태국, 필리핀 내 공산주의 운동에서 이 문제를 매우 깊게 논하고 있다.

### 일본
1928년 코민테른은 지주-소작 관계가 청산되지 않았다는 사실, 그리고 형식적인 민주주의에 불과한 정치 등의 이유로 일본을 반봉건사회(半封建社會)라고 규정하였다. 이러한 이유로 인해, 당시 일본이 편의적으로 ‘제국주의 국가’라는 명칭을 얻었음에도 불구하고 공산주의자들 사이에서 일본은 파시즘과는 무관한 전근대적 제국으로 인식되고 있었다. 따라서 당시 일본 공산당은 민주주의 혁명을 제1의 목표로 내걸고 있었다.
1960년대 이후 학생운동이 본격적으로 진행되면서, 일본 혁명의 정권 문제가 다시 생기게 되었다. 1943년 5월 15일 코민테른이 해체된 이후 일본의 공산주의 세력은 일본 사회의 소유 관계를 독자적인 이론에 따라 해석했다. 일부는 1947년 미군의 토지 개혁을 통해 일본이 자본주의 사회가 되었다고 주장하였으며, 일부는 미국의 일본의 식민지 종주국이 되었으며, 그로 인해 사회 발전이 정체되고 있다는 점에서 과거 코민테른이 규정한 것처럼 반봉건사회라고 규정하였다. 대체로 전자는 트로츠키주의 계통인 혁명적공산주의자동맹이 주장하였으며, 후자는 마오쩌둥 사상의 영향을 받은 모택동사상연구회와, 이 연구회가 조직한 정당인 일본 공산당 ML파 등이 주장하였다.
그러나, 일본 내에서 정권 문제에 관한 이론은 상당히 난잡한 상태로 진행됐으며, 대체적으로 일관성을 찾기 어려웠다.

### 중국
초기 중국의 홍군은 취추바이의 좌경 노선에 따라 소비에트를 건설하고 도시 무장폭동을 계획하였다. 이후 소비에트에 수많은 공산주의자가 집결하면서 소비에트의 운영 문제를 놓고 열띤 논쟁이 생기게 된다.
마오쩌둥은 당시 소비에트 노선을 비판하고 인민혁명정부 노선을 주장하였다. 그는 중국에 존재하는 산업노동자와 빈농은 물론이고, 소농과 영세농을 혁명의 주체로 참여시켜야 한다고 보았다. 또한, 1928년 코민테른에서 중국 혁명을 민주주의 혁명이라고 규정한 것을 근거로, 민족적인 부르주아 지식인까지 혁명 대열에 참가시켜 혁명의 역량을 강화해야 한다고 주장했다. 그는 당시 일부 소비에트 지역에서 행해지던 과격한 토지 국유화 노선을 폐기하고, 토지 개혁을 통한 토지 분배 사업에 집중했다. 그러나 이러한 그의 행동은 중국 공산당 내 소비에트 노선 지지자들을 자극하였다. 특히, 소비에트 노선을 지지하고 있던 소비에트 연방 유학파 집단인 28인의 볼셰비키는 마오쩌둥을 권력의 중심부에서 밀어내고, 다시 소비에트 노선을 통해 장시성의 토지 문제를 해결하려고 하였다.
이후 28인의 볼셰비키가 지휘하는 홍군이 국민당군에 패배를 하고 도주를 할 때, 마오쩌둥은 쭌이 회의에서 주도권을 잡았다. 이후 옌안으로 정착한 마오쩌둥은 기존의 인력을 재편하여 인민혁명정부 노선을 관철하였다. 마오쩌둥은 1938년 5월에 《항일전쟁전략》이라는 문건을 통해 혁명 노선에서 정권 문제에 관해 상세히 논하였다. 마오쩌둥은 중국 혁명의 단계가 민주주의 혁명 단계라는 것을 재차 강조하였고, 소비에트는 민족 해방 혁명에서 맞지 않는 정권 형태라고 규정하였다. 마오쩌둥은 자신의 노선을 1940년에 《신민주주의론》라는 문건을 통해 신민주주의혁명 노선이라고 규정하였다. 1942년에는 정풍 운동을 통해 당내 좌경, 우경파를 숙청하여 당내 신민주주의혁명 노선을 강화하였다.

### 한국
초기 공산주의 운동 계파인 화요파, 서울파 등은 당시 혁명 단계에서 소비에트 노선을 옹호하였다. 1928년의 코민테른 문건이 존재하기 전까지 몇몇 공산주의자들은 식민지 조선을 일본에 의해 완전히 이식된 자본주의라고 규정하고, 사회주의 혁명이 목표라는 이론도 주장했지만, 이후 코민테른에 의해 부정되면서 일단락되었다.
당시 정권 문제로 인한 종파주의는 극심하였다. 김일성은 훗날 자신의 저서인 《세기와 더불어》의 「쏘베트냐, 인민혁명정부냐?」를 통해 소비에트 노선의 좌경성을 비판하였다. 김일성은 1930년 지린성 창춘의 카륜 회의에서 소비에트 노선을 공개적으로 비판하고, 인민혁명정부 노선을 확립하였다. 그는 당시 이 노선을 반제반봉건민주주의혁명 노선이라고 칭하였다.
한편, 제2차 세계 대전 종전 후 소비에트 연방은 각국의 공산화에 앞장섰다. 스탈린은 당시 아시아와 동유럽에 곧바로 사회주의 정권을 세우지 않았으며, 인민민주주의 정권을 세웠다. 또한, 스탈린은 비밀 문건을 통해 각국에 민족적인 특성과, 지역적 특색에 맞는 민주주의 정권을 구상하라고 지시했으며, 소부르주아 및 양심적인 부르주아도 혁명 정치에 적극적으로 참여시키라고 지시하였다. 그러나 이러한 인민민주주의 정권은 사실상 공산당 또는 노동자당의 일당 독재 형태로, 흔히 알려진 민주주의 정부와는 상당한 차이가 존재하는 것이었다.
분단 이후 한반도 이남 지역에서는 1980년대 초반부터 한반도 남부 지역의 사회 구성체에 관한 논쟁을 시작하였다. 이러한 논쟁은 서울대학교, 성균관대학교, 연세대학교 등에서 진행됐다. 당시 혁명 노선에 따라 학생운동 계파도 상당한 분화를 겪었다. 당대 대한민국을 신식민지 또는 식민지라고 규정한 NDR 노선에서 PD와 NL이라는 노선이 파생되었다. (대한민국의 학생운동)